# Krokfjell
Krokfjell (finska: Muotkavaara, ryska: Муоткаваара, nordsamiska: Muotkevárri, enaresamiska: Myetkivääri) är en kulle på vilken treriksgränspunkten mellan Finland, Norge och Ryssland står. Den norska sidan hör till Sør-Varangers kommun. den finländska till Enare kommun och den ryska till Petjenga distrikt. Kullens högsta punkt, på 169 meter, ligger i Norge.

## Treriksröset
Huvudartikel: Treriksröset, Sør-Varanger
Treriksröset ligger strax söder om den högsta punkten på Krokfjell. Gränsen mellan Norge och Ryssland, inkluderande det då autonoma Finland inom det ryska kejsardömet, fastslogs i ett gränsavtal 1826. År 1833 fastslogs att gränsen mellan det finska storfurstendömet och det ryska imperiet i sig drogs vid Muotkavaara/Krokfjell. Ett röse lades upp 1846.
Mellan 1920 och 1944, då Petsamo tillhörde Finland, var röset ett vanligt gränsmärke på gränsen mellan Norge och Finland. År 1944, efter det att Finland avträtt Petsamo till Sovjetunionen, blev röset åter ett treriksröse. Gränsen vid röset ändrades igen 1947, efter det att Finland sålt Jäniskoski-Niskakoskiområdet till Sovjetunionen, varefter gränsen mot Sovjetunionen, senare Ryssland, orienterades mot sydväst från treriksröset.

## Naturskydd
Den norska sidan av Krokfjell är en del av Øvre Pasvik nationalpark. Den finländska sidan ligger något utanför Vätsäri ödemarksområde. Som gemensamt namn för naturskyddsområdet runt treriksröset brukas Pasvik–Enare trilaterala naturskyddsområde.